# Tech N9ne
Aaron Dontez Yates (Kansas City, 8 november 1971), beter bekend onder zijn artiestennaam Tech N9ne (uitgesproken als "Tech Nine"), is een Amerikaanse rapper uit Kansas City, Missouri. In 1999 heeft Yates samen met Travis O'Guin het platenlabel Strange Music opgericht. Gedurende zijn carrière heeft Yates meer dan een miljoen albums verkocht en is zijn muziek te zien in films, op televisie en in videogames. In 2009 won hij de Left Field Woodie Award op het mtvU Woodie Awards.
Zijn artiestennaam is ontstaan vanuit het semiautomatisch pistool TEC-9 , aan hem gegeven door rapper Black Walt vanwege zijn snelle, fast-paced rijmstijl.
- Bibliothèque nationale de France: cb179135945 (data)
- International Standard Name Identifier: 0000 0000 4094 0786
- Library of Congress Control Number: n2004143186
- MusicBrainz: dde3d9b1-0e44-48bc-b0c9-d739b3570000
- Virtual International Authority File: 38775977
- WorldCat: E39PBJt3RXm83K9cXFpV7hKfMP